# URGE
URGE é o serviço de download de música via internet criada pela MTV e apoiada pela Microsoft, para competir com a iTunes, da Apple Inc. principal vendedora de músicas via internet.
O serviço está disponível inicialmente apenas para os Estados Unidos ou para quem tem cartão de crédito internacional. Cada faixa de música custará US$ 0,99, mesmo preço do iTunes. Os usuários podem optar por pagar um preço fixo de US$ 9,95 por um mês e fazer quantos downloads quiser. Por um preço fixo de US$ 14,95 por mês os usuários, para além de poderem efectuar os downloads que desejarem, poderão transferir o que descarregaram para leitores de média portáteis, como leitores de mp3.
O URGE está integrado na penúltima versão do Windows Media Player da Microsoft, denominado Windows Media Player 11, que é encontrado pré-instalado no Windows Vista e está disponível por transferência para o sistema operacional Windows XP
Porém, a MTV anunciou que integraria a loja online com o serviço de música Rhapsody, para criar uma loja de músicas online maior e mais competitiva no mercado.